# Magnolia (Delaware)
Magnolia és un poble dels Estats Units a l'estat de Delaware. Segons el cens del 2000 tenia 226 habitants.

## Demografia
Segons el cens del 2000, Magnolia tenia 226 habitants, 86 habitatges, i 57 famílies. La densitat de població era de 459,3 habitants/km².
Dels 86 habitatges en un 38,4% hi vivien nens de menys de 18 anys, en un 48,8% hi vivien parelles casades, en un 14% dones solteres, i en un 32,6% no eren unitats familiars. En el 22,1% dels habitatges hi vivien persones soles el 5,8% de les quals corresponia a persones de 65 anys o més que vivien soles. El nombre mitjà de persones vivint en cada habitatge era de 2,63 i el nombre mitjà de persones que vivien en cada família era de 3,1.
Per edats la població es repartia de la següent manera: un 31% tenia menys de 18 anys, un 7,1% entre 18 i 24, un 32,3% entre 25 i 44, un 18,6% de 45 a 60 i un 11,1% 65 anys o més.
L'edat mediana era de 31 anys. Per cada 100 dones de 18 o més anys hi havia 100 homes.
La renda mediana per habitatge era de 39.917 $ i la renda mediana per família de 45.000 $. Els homes tenien una renda mediana de 36.250 $ mentre que les dones 20.417 $. La renda per capita de la població era de 17.001 $. Aproximadament el 10,8% de les famílies i l'11% de la població estaven per davall del llindar de pobresa.

## Poblacions més properes
El següent diagrama mostra les poblacions més properes.